# ペルー独立戦争
ペルー独立戦争は、1811年に始まった一連の戦闘。1821年7月28日のホセ・デ・サン＝マルティンによるペルーの独立宣言に結びついた。
19世紀初頭まで、ペルーはアルト・ペルー、キト、チリなどで独立支持者と戦った王党派の牙城であった。独立戦争は1780年から1781年に行われた先住民族の指導者トゥパク・アマル2世によって行われた蜂起（1780年 - 1782年）やアルト・ペルーやリオ・デ・ラ・プラタ地域のペルー副王領からの独立を背景としている。リマの寡頭政治集団はこれらの諸問題から民衆反乱が上流階級の特権を脅かしていると見ており、またブエノスアイレスの商業階級による新階級の形成にも反対していたため、副王を支持していた。

## 背景
1807年から1814年にかけての半島戦争の間、スペイン帝国の中央政府の統治が失われ、イスパノアメリカ各地で自治組織フンタの形成が起こった。ペルー副王ホセ・フェルナンド・デ・アバスカル・イ・ソウサは暴動鎮圧のため王党派軍を組織し、リオ・デ・ラ・プラタのフンタがアルト・ペルーに派遣した軍からの地域の防衛を行った。王党派軍の勝利の後、アバスカルはアルト・ペルーを副王領に併合し、銀の豊富な地域からの流通を太平洋側に向けたことによるリマ商人の恩恵を受けた。このため、ペルーは王党派が強い状態が維持され、アバスカルの抵抗にもかかわらずカディス・コルテス(カディス議会)による政治改革に参加した。カディス議会の最初の会合でペルーは7名の代表と地域カビルドが選出され代表団体となった。これによって、ペルーはアルト・ペルーに次ぐ南米第2のスペイン王権のとりでとなった。

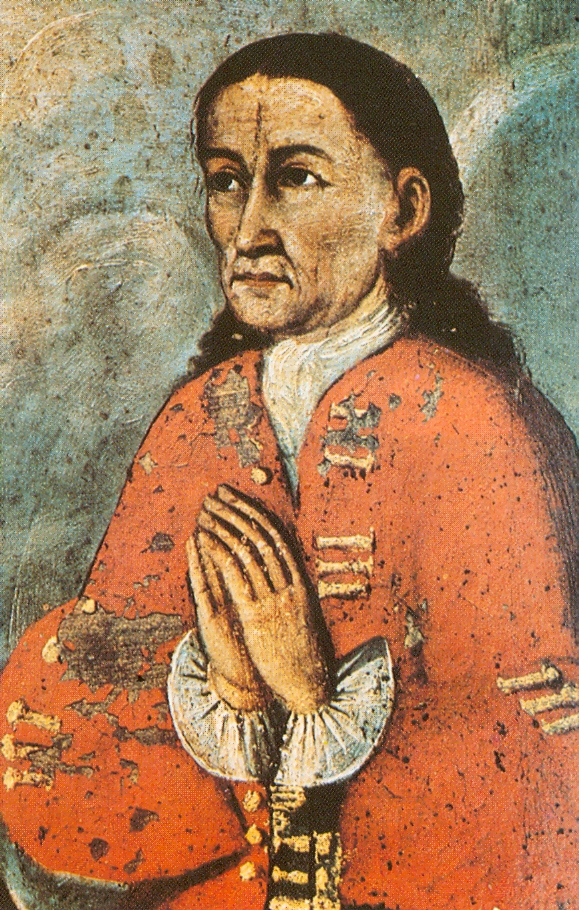
マテオ・プマカワ

一方で南米各地ではフンタによる運動が続き、愛国派として王政からの離脱・解放に向けた運動が継続されており、ペルーはアルゼンチンのホセ・デ・サン・マルティンとコロンビアのシモン・ボリバルによる南米大陸の解放運動に面することになる。
ペルーは王党派の傾向にあったが、ブエノスアイレスの愛国派の活動に影響を受けたフンタ運動も起こっていた。1811年と1813年に南部の都市タクナで2度の反乱が存在したが両方が鎮圧されている。1812年2月22日、ワヌコ県で先住民に率いられた反乱が発生した。これにはクラカ（農村代表者）や町の治安判事などのさまざまな指導者が関与したが、数週間以内に鎮圧された。
クスコ県では1814年から1815年にかけてより長い反乱が起こった。反乱は立憲市参議会(カビルド)とクスコアウディエンシアの市の行政での対立によって始まった。参議会の役員とその協力者はアウディエンシアによって逮捕された。クリオーリョのリーダー陣はチンチェロのクラカで、先の数十年はトゥパク・アマル2世の反乱の鎮圧にあたり、その後引退していた将軍のマテオ・ガルシア・プマカワに協力を求めた。プマカワは8月3日のクスコでのフンタ設立時にクリオーリョのリーダー陣に参加し、クスコ・フンタは1812年のスペイン憲法による自由主義改革の完全実施を求めた。南部ペルーやアルト・ペルーでいくつかの勝利を得たものの、1815年半ばに反乱は鎮圧された。

## ペルー共和国の建国

### ホセ・デ・サン・マルティンと南部解放軍

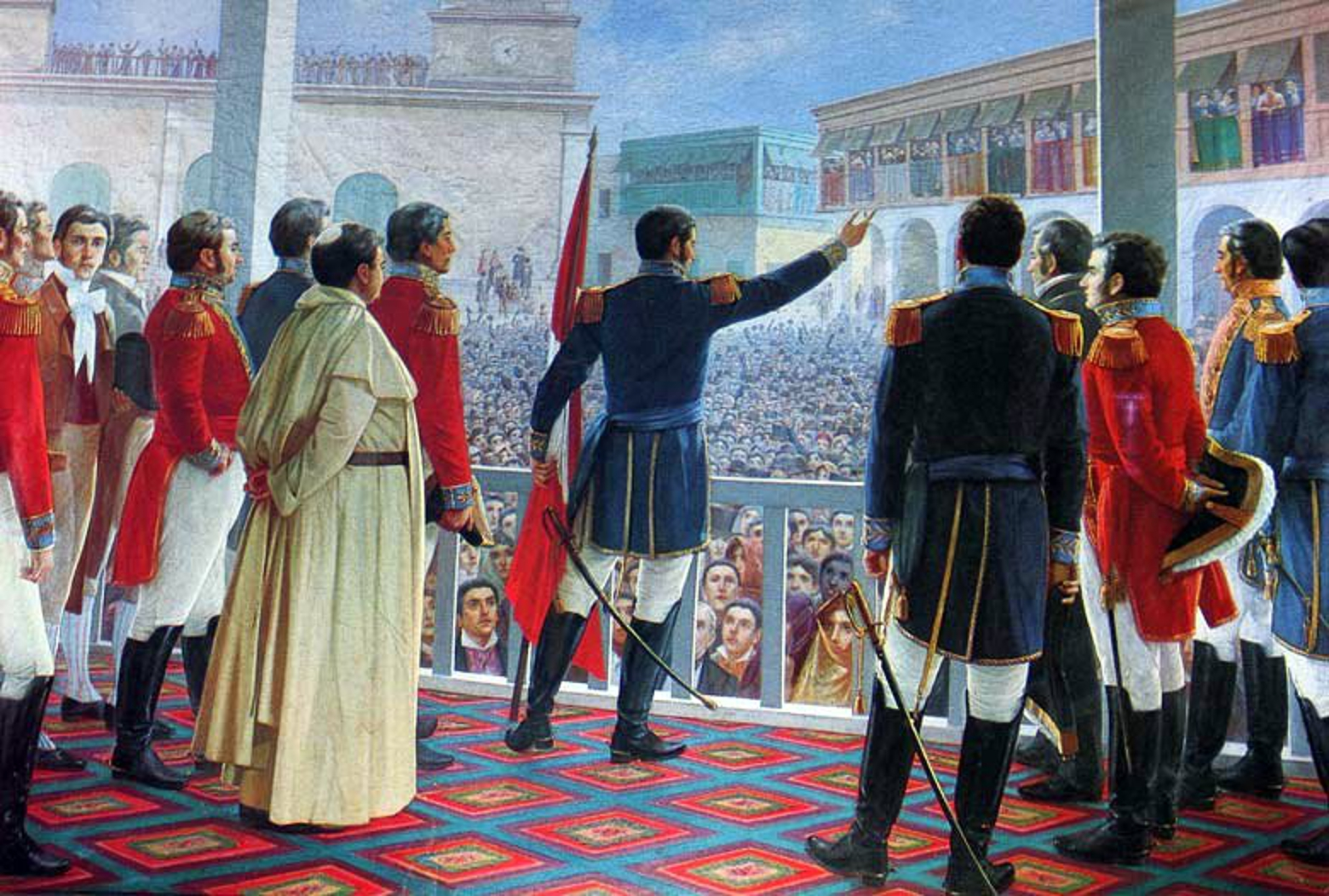
サン・マルティンのペルー独立宣言 Oil painting by Juan Lepiani.

1810年代初頭の反乱鎮圧後、ペルー副王アバスカルはチリの愛国派に対して2回の遠征を行った。遠征軍はリマとアレキパの王党派連隊とヨーロッパからの遠征隊から構成された。1814年、最初の遠征によるランカグアの戦いの勝利でチリの再征服に成功した。1817年、チャカブコの戦いでの敗北の後、王政の復旧を目的に1818年にチリの愛国派に対して第2次遠征が行われた。遠征軍はカンチャ・ラヤーダの戦いでは勝利を収めたものの、マイプーの戦いで最終的にホセ・デ・サン・マルティンに敗北する。
ペルーの解放を開始するために、1819年2月5日アルゼンチンとチリはペルー侵攻に備えて条約に調印した。将軍ホセ・デ・サン・マルティンは王党派の牙城となっているペルーに勝利するまでアルゼンチンの解放は磐石でないと考えていた。

### ペルー解放遠征
マイプーの戦いとその後のチリの解放後、愛国派は強襲揚陸部隊によるペルー解放遠征の準備を始めた。もともと、コストはアルゼンチンとチリの両国によって考えられるべきであったが、ベルナルド・オイギンス治世下のチリ政府が最終的に戦線のコストの大部分を仮定した。にもかかわらず、陸軍はサン・マルティンが指揮し、海軍はトマス・コクランが指令することが決められた。
1820年8月21日、バルパライソでチリの旗の下ペルー解放遠征軍の揚陸部隊が出航した。遠征軍は4,118人だったとされる。9月7日、解放遠征軍は現在のイカ県ピスコの海岸に到着し、次の日までに地域を掌握した。交渉の試みとして、ペルー副王は9月15日にサン・マルティンに手紙を送った。しかしながら、明確な結果の出ないまま10月14日に交渉は決裂した

### 緒戦
1820年10月9日はクスコ擲弾兵予備連隊の蜂起の日として記録されており、グアヤキルの独立宣言で最高潮に達した。10月21日、サン・マルティンはペルー共和国の旗を作った。
愛国派のフアン・アントニオ・アルバレス・デ・アレナレス将軍率いるペルー高地第1戦線の実際の戦闘の開始は1820年10月4日から8日の間で、ワウラ郡でサン・マルティンと再会を果たした。戦線の途中、1820年11月1日、アレナレス将軍はフアマンガ(現アヤクーチョ)の独立を宣言した。これに続いて1820年12月6日セロ・デ・パスコの戦いが発生、副王ペスエラが派遣した王党派師団を破った。残るコクラン提督指揮下の解放軍は1820年11月9日に王党派のフリゲートエスメラルダを確保し、王党派海軍にとっては大きな打撃となった。さらに、1820年12月2日、王党派の大隊であった防衛選抜歩兵大隊が愛国派側に寝返った。1821年1月8日、武装隊のアレナレス将軍が遠征軍の残りと海岸で再会した。
1821年1月29日、副王ペスエラは失脚し、ホセ・デ・ラ・セルナに代えられた。1821年3月、ミラーとコクラン率いる侵攻軍がアリカとタクナの王党派の港を襲撃した。新副王となったラ・セルナは1821年6月5日にリマを発つと宣言したが、守備隊への命令はレアル・フェリペ要塞内の愛国派の反抗にあい、要塞包囲につながった。ホセ・デ・カンテラック将軍が率いる王党派軍はリマを去り、1821年6月25日に内陸の高地に撤退した。アレナレス将軍が王党派の退却を監視するために送られた。2日後、解放遠征軍がリマに入城した。抑圧と略奪への恐怖の下、リマ住人はサン・マルティンに入城を嘆願した。

### ペルー独立宣言
リマ入城後、サン・マルティンは独立の主張を宣誓するために市のすべての人々を招待した。ペルー独立決議の署名は1821年7月15日に行われた。 後に国際関係大臣になるマヌエル・ペレス・デ・トゥデラが独立決議を書いた。コクラン提督は2日後リマに歓迎された。その後、マヨール広場でサン・マルティンは独立宣言を発表した。
DESDE ESTE MOMENTO EL PERÚ ES LIBRE E INDEPENDIENTE POR LA VOLUNTAD GENERAL DE LOS PUEBLOS Y POR LA JUSTICIA DE SU CAUSA QUE DIOS DEFIENDE. ¡VIVA LA PATRIA!, ¡VIVA LA LIBERTAD!, ¡VIVA LA INDEPENDENCIA!.—José de San Martín. Lima, 28th of July of 1821

### シモン・ボリバルの北方解放軍とサン・マルティンのペルー離脱
副王ラ・セルナは司令部をクスコに移し、カヤオで包囲された王党派軍の救援を試みた。ラ・セルナは1821年9月10日にリマに到着したカンテラックが指揮する軍を派遣し、カンテラックはホセ・デ・ラ・マールのレアル・フェリペ要塞で包囲された軍と再会した。副王の指令を終えた後、カンテラックは同年9月16日にペルーを去り、スペインに戻った。解放軍は後退する王党派を1821年10月1日にハウハに達するまで追撃した。
一方、ペルー北部（現エクアドル）ではシモン・ボリバルの北方解放軍が王党派への攻撃を行っていた。サン・マルティンなどの南方戦線はアルト・ペルーを攻略するだけの戦力を持ち合わせていなかったため、北方軍に救援を求めた。その後、グアヤキル会談で両者はペルーの政治的命運を決めることを試みた。双方が戦争をスペインからの独立であるという考え方を持っていたものの、サン・マルティンは立憲君主制を支持する一方でシモン・ボリバルは共和制を支持していた。この会談の後の1822年9月22日にシモン・ボリバルに独立運動の指揮権すべてを残し、サン・マルティンはペルーを去った。これによってペルーの独立運動は愛国派から共和派に移った。
サン・マルティンがペルーを去った後、1822年5月10日にコクラン提督もペルーを去り、海軍の指揮はマルティン・ギセに替わった。1822年4月、王党派の侵入によって発生したイカの戦いで共和派軍は敗退した。1822年10月にもルデシンド・アルバラード配下の共和派部隊が王党派の攻撃によって大損害を受けた。グアヤキルにいたアントニオ・ホセ・デ・スクレはサン・マルティンの率いていたサンタクルスのキトへの補助遠征を救援することになった。

### 北方軍によるペルー解放と植民地時代の終わり
独立宣言の後、ペルー国家は王党派の抵抗で身動きが取れなくなり、国家自体が不安定となっていた。Henceはペルー北部海岸でありながら共和派の下にあったものの、残りの大部分は王党派の支配下に置かれていた。副王ラ・セルナはクスコに新首都を確立しており、サンタクルス指揮下の戦線は王党派に敗北していた。共和派の勝利による戦争の終結はグラン・コロンビアの軍事介入によってのみ可能であった。サン・マルティンのペルー離脱とその後のホセ・デ・ラ・リバ・アグエロ大統領の下での続いた軍事的敗北のあと、1823年に議会はシモン・ボリバルに救援を求める嘆願を送った。ボリバルはペルー全土を解放させることを狙い、1823年12月10日にリマに到着した。
1824年、アルト・ペルーの王党派の野営地で反乱が発生し、フニンやアヤクーチョでの一連の戦闘のきっかけとなった。ペルー軍はシモン・ボリバルの指揮下でフニンの戦いに大勝利し、さらにシモン・ボリバルを次いだアントニオ・ホセ・デ・スクレの指揮下でアヤクーチョの戦いにも勝利した。その後も1826年にレアル・フェリペ要塞で最後の王党派の残党が降伏するまで戦闘は続いたものの、これらの戦いの終結でラテンアメリカの植民地支配は終わりを告げた。

## その後
独立戦争後、クリオーリョ社会のさまざまな階級や個々のカウディーリョたちの野望による利益相反によって、国家組織の運営は過度に難しくなった。独立後最初の75年間で大統領についた民間人はマヌエル・プラード、ニコラス・デ・ピエロラ、フランシスコ・ガルシア・カルデロンの3人だけである。1837年には共和派によってペルー・ボリビア連合が試みられるものの、ペルー愛国派とチリの合同軍の介入で2年で瓦解した。

## 註
1. ↑  Lynch, John (1986). The Spanish American Revolutions 1808-1826 (2 ed.). London: W. W. Norton & Company. pp. 164–165. ISBN 0-393-95537-0
2. ↑  Lynch, Spanish American Revolutions, 165-170.
3. ↑  “Aniversario de la Proclamacion de la Independencia del Perú” (pdf) (Spanish). 2013年3月21日閲覧。
4. ↑  Batallón Voltígeros de la Guardia